# Firmin Bandtke
Firmin Roman Bandtke (ur. 18 sierpnia 1908 w Piotrkowie Trybunalskim, zm. 22 lipca 1985) – polski artysta – plastyk. Zajmował się malarstwem sztalugowym, ściennym, grafiką i sztuką użytkową (projektowaniem mebli). Był również pedagogiem w szkolnictwie artystycznym – nauczycielem akademickim.

## Życiorys
Urodził się 18 sierpnia 1908 w Piotrkowie Trybunalskim. Studiował na Akademii Sztuk Pięknych w Warszawie w latach 1936–1939. W 1936 odbył podróż do Francji. Dyplom uzyskał w 1952 r. W latach 1951–1952
był adiunktem w ASP w Warszawie. Od 1945 r. był członkiem Związku Polskich Artystów Plastyków (ZPAP).
Mieszkał w Podkowie Leśnej, przy ul. Brzozowej 5. Był mężem artystki-plastyk i pedagog – Karyny Szarras-Bandtke (1909–1981).

### Twórczość i działalność
Zajmował się malarstwem sztalugowym, ściennym, a także sztuką użytkową (projektowaniem mebli).
W latach 1945–1947 był asystentem w Wyższej Szkole Sztuk Plastycznych w Warszawie. W latach 1945–1949 pracował jako grafik w Wojskowym Instytucie Geograficznym, zaś w latach 1945–1950 – jako nauczyciel w Państwowym Liceum Sztuk Plastycznych w Warszawie. W latach 1948–1951 był ponadto zatrudniony jako rzeczoznawca w Biurze Nadzoru Estetyki Produkcji i Ministerstwie Przemysłu i Handlu.
W latach 1958–1960 był instruktorem w dziedzinie plastyki w Młodzieżowym Domu Kultury – Domu Młodego Technika w Warszawie.

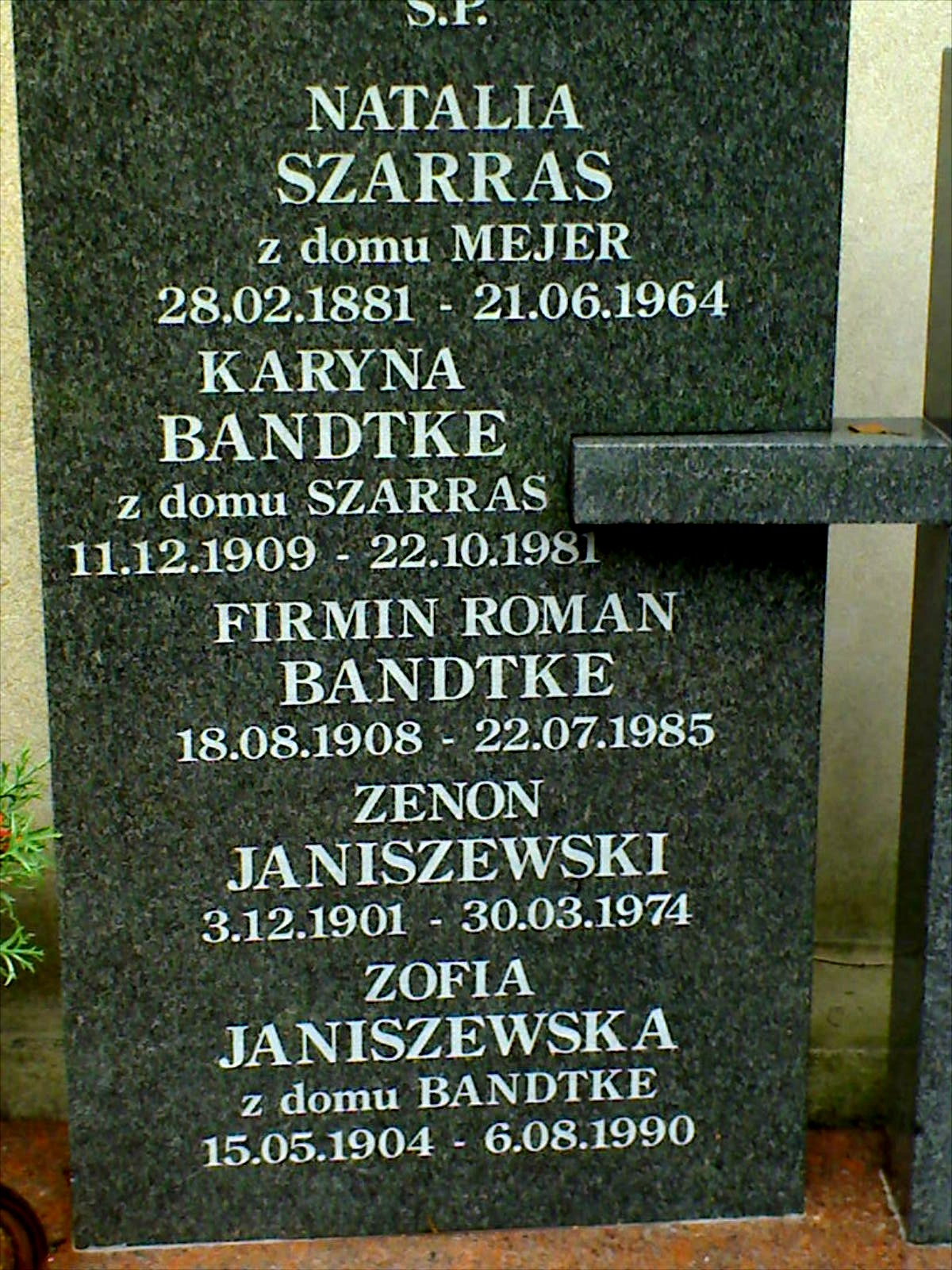
Grób Firmina Bandtke na Cmentarzu Ewangelicko-Reformowanym w Warszawie przy ul. Żytniej, stan w 2007 roku

## Przykłady prac
- obraz – „Przemienienie Pańskie”
- obraz – „Św. Benedykt”
- malarstwo ścienne – „Ewangeliści”
- malarstwo ścienne – stacje Męki Pańskiej w kościele w Płocku – Radziwiu
- portret Jarosława Dąbrowskiego w Liceum im. J. Dąbrowskiego w Warszawie według projektu Antoniego Uniechowskiego
- ekspozycja prac na wystawie rolno-spożywczej w Ministerstwie Rolnictwa i Przemysłu Spożywczego (1950)
- projekt wnętrz i mebli do kawiarni i biblioteki Teatru Wielkiego w Warszawie (1965)[1]

## Odznaczenia i wyróżnienia
- W 1948 r. zdobył II nagrodę w konkursie na Godło Państwa (wspólnie z Michałem Byliną).